# 情陷布拉格
《情陷布拉格》（英語：The Unbearable Lightness of Being）是根据米兰·昆德拉1984年出版的小说《生命中不能承受之轻》于1988年改编成的电影，由美国导演菲利普·考夫曼执导，英国的丹尼尔·戴-刘易斯，法国的茱麗葉·畢諾許和瑞典的莉娜·歐琳主演。
该片在法国和瑞士取景拍摄，而非捷克境内（当时的政治环境使然），比如描写苏军入侵那段是在里昂拍的。
作者昆德拉先生作为影片顾问帮助了本片的摄制工作，比如Tomas在Tereza入睡时口中所念的那段诗就是他特别为影片而创作的。

## 情节
1968年的布拉格。Tomas是个喜欢追求女人并享受性愉悦的外科医师，他的情妇Sabina是个画家，而且跟他有着相同的性态度。在一次出外看诊过程中，他遇上了小酒馆的服务员Tereza并对她产生好感。后来Tereza来布拉格找工作找到他的住处，在Tomas的征服下，两人很快结为夫妻。在Sabina的帮助下，Tereza成为了一名摄影师。
后来就发生了历史上著名的布拉格之春民主化运动以及后来苏联军队的入侵和镇压，而Sabina为了避难很快就去了瑞士日内瓦，留下来的Tomas和Tereza等人不仅参与并见证了许多活动，而且Tomas还写了讽刺共产政权的文章，Tereza则拍下了不少照片并交给西欧和美国的记者给予刊登。
苏军占领捷克后，为了避难，两人也搬到了日内瓦。但是住了一段时间，Tereza认为自己是Tomas生活中的负担于是她一人带着爱犬回到了布拉格。为了与Tereza生活在一起，Tomas于是也回到了布拉格找她。虽然两人重新生活在了一起，可是由于Tomas由于那次发表政论文章的原因而受到政府部门的追究。由于他坚持自己的观点态度拒绝道歉，于是被迫去做清洁工人。虽然Tomas当了工人，但是他还是可以与一些外面的女人搞在一起。于是Tereza心里不平衡，就也想试着与别的男人搞一次。试过一次之后，Tereza反而觉得布拉格太过肮脏了。
最后两人搬到了乡间过上了一段平静的农村生活，可惜爱犬却得了癌症，为了减轻它的痛苦，Tomas亲手为它注射了安乐死并埋葬了它。
在一次两人同朋友去镇上酒馆跳舞次日开车回来的途中，由于大雨的关系，他们发生了车祸而不幸离去。而此时身在美国的Sabina也收到了这个可怕的消息。

## 角色
- 丹尼爾·戴-劉易斯 - Tomas
- 茱麗葉·畢諾許 - Tereza
- Lena Olin - Sabina
- Derek de Lint（荷兰） - Franz
- Erland Josephson - Ambassador
- Pavel Landovský - Pavel
- Donald Moffat - Chief Surgeon
- Tomek Bork - Jiri
- Daniel Olbrychski - 内政部官员
- 斯特兰·斯卡斯加德 - The Engineer
- Bruce Myers - 捷克编辑
- Pavel Slaby - Pavel's Nephew
- Pascale Kalensky - 护士 Katja
- Jacques Ciron - 瑞士餐馆经理
- Anne Lonnberg - 瑞士摄影师

## 奖项
- 美国国家影评人协会奖最佳影片和最佳导演奖；
- 英国电影学院奖最佳改编剧本奖；
- 奥斯卡金像奖最佳摄影提名，最佳改编剧本提名；
- 美国金球奖最佳剧情片提名，最佳女配角（莉娜·奥琳）提名。

## 评价
该片在烂番茄网上获得高度评价，新鲜度高达94%；美国电影学会（AFI）将它列入美国100大爱情片榜单之中。